# Looking Back with Love
Lookin Back with Love è il primo album in studio da solista di Mike Love, cantante dei Beach Boys.

## Tracce
| 1.  | Looking Back With Love      | Jim Studer, Craig Thomas, Dan Parker      | 3:38 |
| 2.  | On and On and On            | Benny Andersson, Björn Ulvaeus            | 3:02 |
| 3.  | Runnin' Around the World    | James Haymer, Blair Aaronson              | 2:48 |
| 4.  | Over and Over               | Robert James Byrd                         | 2:16 |
| 5.  | Rockin' the Man in the Boat | Studer, Jim Arnold, Michael Brady         | 3:20 |
| 6.  | Calendar Girl               | Neil Sedaka, Howard Greenfield            | 3:16 |
| 7.  | Be My Baby                  | Ellie Greenwich, Jeff Barry, Phil Spector | 2:39 |
| 8.  | One Good Reason             | Studer, Brady                             | 4:08 |
| 9.  | Teach Me Tonight            | Sammy Cahn, Gene De Paul                  | 3:28 |
| 10. | Paradise Found              | Mike Love, Studer                         | 3:51 |

## Accoglienza
| Recensione | Giudizio |
| ---------- | -------- |
| AllMusic   |          |

L’album non ha riscosso un buon successo commerciale ed è stato accolto in maniera mista dalla critica.